# Gogo (Costa d'Avorio)
Gogo  è una città e sottoprefettura della Costa d'Avorio appartenente al dipartimento di Téhini. Conta una popolazione di 11 535 abitanti (censimento 2014).